# Ligyrus glanucai
Ligyrus glanucai är en skalbaggsart som beskrevs av Roger Paul Dechambre 1985. Ligyrus glanucai ingår i släktet Ligyrus och familjen Dynastidae. Inga underarter finns listade i Catalogue of Life.